# Odo cubanus
Odo cubanus es una especie de araña del género Odo, familia Xenoctenidae. Fue descrita científicamente por Franganillo en 1946.
Habita en Cuba.